# Adrian Frutiger

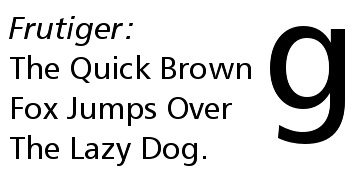
Próbka kroju Frutiger

Adrian Frutiger (ur. 24 maja 1928 w Unterseen, zm. 10 września 2015 w Bremgarten bei Bern) – szwajcarski typograf, artysta grafik, specjalista i międzynarodowy autorytet komunikacji wizualnej, autor wielu publikacji z dziedzin typografii i semiografii.

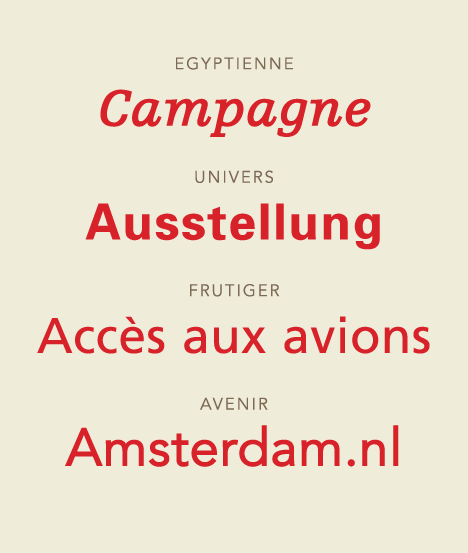

Pierwsze nauki graficzne i liternicze pobierał począwszy do 1948 roku w Kunstgewerbeschule w Zurychu. W 1952 roku przyjechał do Paryża, gdzie podjął pracę jako projektant w firmie Deberny & Peignot. Jest najbardziej znany z zaprojektowania bezszeryfowej antykwy Univers z roku 1957.
Frutiger jest laureatem licznych szwajcarskich, francuskich i międzynarodowych nagród, takich jak Nagroda Gutenberga miasta Moguncji (otrzymana w 1986 r.). W 1996 r. Senat Akademii Sztuk Pięknych w Warszawie przyznał Adrianowi Frutigerowi doktorat honoris causa.

## Kroje pisma

### Fruitger (1975)
Czcionka bezszeryfowa opracowana w latach 1968–1976 (pierwsze wydanie 1975) jako czytelniejsza wersja Universu tego samego autora. Pierwotnie stworzona na potrzeby portu lotniczego Paryż-Roissy-Charles de Gaulle; w 1976 roku odlewnia Stempel (obecnie część Linotype) wydała dodatkowe odmiany kroju (także autorstwa Frutigera).
Font sprzedawany przez Adobe Systems i Bitstream (jako Humanist 777).

### Pozostałe
Do najważniejszych krojów pisma zaprojektowanych przez Frutigera można też zaliczyć:
- Ondine (1954)
- President (1954)
- Meridien (1955)
- Egyptienne(inne języki) (1956)
- Univers (1957)
- Apollo (1962)
- Serifa (1967)
- OCR-B (1968)
- Iridium (1975)
- Frutiger (stworzony w 1975 dla Lotniska im. Charles'a de Gaulle'a, wydany przez Linotype w 1976)
- Glypha (1977)
- Icone (1980)
- Breughel (1982)
- Versailles (1982)
- Linotype Centennial (1986)
- Avenir(inne języki) (1988)
- Westside (1989)
- Herculanum (1990)
- Vectora (1990)
- Linotype Didot (1991)
- Pompeijana (1992)
- Rusticana (1993)
- Frutiger Stones (1998)
- Frutiger Symbols (1998)
- Linotype Univers (1999)
- Frutiger Next (2000)
- Nami (2006)
- Frutiger Arabic (2007)
- Frutiger Serif (2008)
- Neue Frutiger (2009)

## Wybrana bibliografia
- Erich Alb (Ed.): Adrian Frutiger – Formen und Gegenformen/Forms and Counterforms, Syndor Press 1998; Niggli: ISBN 3-7212-0440-9
- Adrian Frutiger: Ein Leben für die Schrift, Schlaefli & Maurer 2003, ISBN 3-85884-015-7
- Adrian Frutiger, Horst Heiderhoff: Der Mensch und seine Zeichen, Marixverlag 2004, ISBN 3-937715-63-0
- Adrian Frutiger: Nachdenken über Zeichen und Schrift, Haupt 2005, ISBN 3-258-06811-9
- Anne Cuneo: Adrian Frutiger – Schriftengestalter, DVD 2005, EAN 7611372200269, ISAN 0000-0000-D4FB-0000-F
- Adrian Frutiger: Symbole. Geheimnisvolle Bilder-Schriften, Zeichen, Signale, Labyrinthe, Heraldik, Haupt 2008, ISBN 3-258-07323-6
- Schweiz. Stiftung Schrift und Typographie, Heidrun Osterer, Philipp Stamm (Eds.): Adrian Frutiger – Typefaces. The Complete Works, Birkhäuser 2009, ISBN 978-3-7643-8581-1
- Adrian Frutiger – Der Mann von Schwarz und Weiss. artfilm.ch. [zarchiwizowane z tego adresu (2015-09-23)]., DVD Artfilm 2005, ISBN 3-7225-0049-4, EAN 9783722500492, ISAN 0000-0001-83B9-0000-W
- Anja Bodmer und Jürg Brühlmann: Read Me – mit Adrian Frutiger durch die Welt der Zeichen und Buchstaben, Hochparterre Bücher AG, 2008, ISBN 978-3-909928-09-5